# 14 Ursae Minoris
14 Ursae Minoris är en gulvit stjärna i stjärnbilden Lilla björnen. Stjärnan har visuell magnitud +7,38 och är sålunda inte synlig för blotta ögat ens vid god seeing. 14 UMi befinner sig på ett avstånd av ungefär 200 ljusår.